# Abutilon andrewsianum
Abutilon andrewsianum är en malvaväxtart som beskrevs av W. V. Fitzg.. Abutilon andrewsianum ingår i släktet klockmalvor, och familjen malvaväxter. Inga underarter finns listade i Catalogue of Life.